# Любина (деревня)
Любина — деревня в Байкаловском районе Свердловской области. Входит в состав Краснополянского сельского поселения. Управляется Чурманским сельским советом.

## География
Населённый пункт расположен на правом берегу реки Иленка в 7 километрах на северо-запад от села Байкалово — административного центра района.

### Часовой пояс
Любина, как и вся Свердловская область, находится в часовой зоне МСК+2. Смещение применяемого времени относительно UTC составляет +5:00.

## Население
| 2002 | 2010 | 2021 |
| ---- | ---- | ---- |
| 60   | ↘31  | ↘28  |

## Инфраструктура
Деревня разделена на одну улицу (Ленина) и один переулок (Ленина). В 1 километре от деревне находится автодорога Ирбит — Байкалово.